# Слісаренко Ігор Анатолійович
Про українського журналіста і телеведучого — див. Слісаренко Ігор Юрійович.
Слісаренко Ігор Анатолійович — радянський і український режисер-документаліст.
Народився 16 червня 1951 р. в родині кінорежисера Анатолія Слісаренка. Закінчив режисерський факультет Київського державного інституту театрального мистецтва ім. І. Карпенка-Карого (1974). З 1974 р. — режисер «Укркінохроніки».
Зняв фільми: 
- «Любіть віддано і розумно» (1976, Диплом, Срібна медаль і премія кінофестивалю IX Всесоюзного конгресу захисту тварин і навколишнього середовища);
- «Лауреати Академії» (1977, Диплом і Почесна грамота ЦК ЛКСМ України);
- «Дорогі хвилини» (1979);
- «Новина волноваського села» (1980);
- «Микола Бажан» (1981);
- «Індустріалізація промисловості їжі» (1982);
- «Зв'язок і автоматика на дорогах України» (1982);
- «Традиції морської слави» (1982);
- «В центрі уваги» (1982);
- «Посміхнись, малюк!» (1983);
- «Азовське море. Спаси й допоможи» (1992, авт. сцен, і реж.) та ін.

Член Національної Спілки кінематографістів України.